# Phyllomyza amamiensis
Phyllomyza amamiensis är en tvåvingeart som beskrevs av Iwasa 2003. Phyllomyza amamiensis ingår i släktet Phyllomyza och familjen sprickflugor. Inga underarter finns listade i Catalogue of Life.